# Leichtathletik-Weltmeisterschaften 2017/Stabhochsprung der Frauen

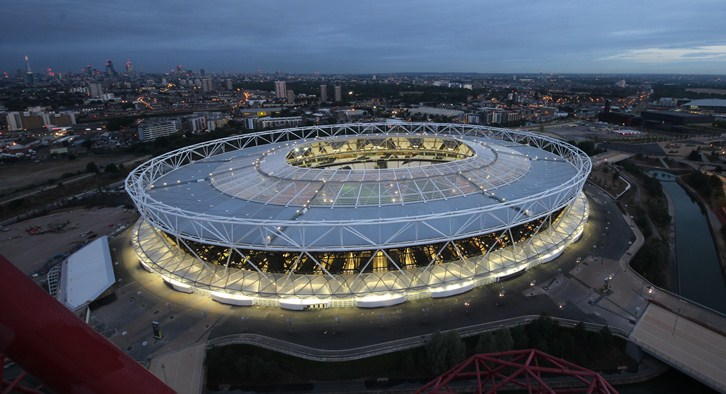
Das Olympiastadion London während der Weltmeisterschaften

Der Stabhochsprung der Frauen wurde bei den Leichtathletik-Weltmeisterschaften 2017 wurde am 4. und 6. August 2017 im Olympiastadion der britischen Hauptstadt London ausgetragen.
Es siegte die aktuelle Olympiasiegerin, amtierende Europameisterin und Vizeeuropameisterin von 2014 Katerina Stefanidi aus Griechenland. Die US-amerikanische Olympiazweite von 2016 Sandi Morris wurde Vizeweltmeisterin. Die Bronzemedaille wurde an zwei am Ende gleichauf liegende Athletinnen vergeben: die zweifache Südamerikameisterin (2015/2017) Robeilys Peinado aus Venezuela sowie die kubanische Titelverteidigerin, WM-Dritte von 2013 und Olympiazweite von 2012 Yarisley Silva.

## Rekorde

### Bestehende Rekorde
| Weltrekord               | Jelena Issinbajewa | 5,06 m | Zürich, Schweiz          | 20. August 2009 |
| Weltmeisterschaftsrekord | Jelena Issinbajewa | 5,01 m | WM in Helsinki, Finnland | 12. August 2005 |

Der bestehende WM-Rekord wurde bei diesen Weltmeisterschaften nicht eingestellt und nicht verbessert.

### Rekordverbesserungen
Es gab eine Weltjahresbestleistung und einen Landesrekord:
- Kontinentalrekord:
  - 4,91 m – Katerina Stefanidi (Griechenland), Finale am 6. August
- Landesrekord:
  - 4,65 m – Robeilys Peinado (Venezuela), Finale am 26. August

## Legende
Kurze Übersicht zur Bedeutung der Symbolik – so üblicherweise auch in sonstigen Veröffentlichungen verwendet:
| – | verzichtet   |
| o | übersprungen |
| x | ungültig     |

## Qualifikation
4. August 2017, 19:45 Uhr Ortszeit (20:45 Uhr MESZ)
Die Qualifikation wurde in zwei Gruppen durchgeführt. Die Qualifikationshöhe betrug 4,60 m. Nachdem sich abzeichnete, dass 4,55 m für die Finalqualifikation ausreichen würden, ging nur eine Springerin diese Höhe überhaupt an, die sie dann auch bewältigte (hellblau unterlegt). Darüber hinaus rekrutierte sich das Finalfeld aus den elf nächstbesten Athletinnen beider Gruppen (hellgrün unterlegt), die jeweils 4,55 m übersprungen hatten.

### Gruppe A
| Platz | Athletin            | Land                        | 4,20 | 4,35 | 4,50 | 4,55 | 4,60 | Höhe (m) |
| ----- | ------------------- | --------------------------- | ---- | ---- | ---- | ---- | ---- | -------- |
| 01    | Sandi Morris        | USA                         | —    | o    | o    | o    |      | 4,55     |
| 01    | Robeilys Peinado    | Venezuela                   | o    | o    | o    | o    |      | 4,55     |
| 03    | Alysha Newman       | Kanada                      | –    | o    | xxo  | o    |      | 4,55     |
| 04    | Holly Bradshaw      | Großbritannien              | —    | –    | o    | –    |      | 4,50     |
| 05    | Eliza McCartney     | Neuseeland                  | —    | xo   | xo   | xxx  |      | 4,50     |
| 06    | Angelica Moser      | Schweiz                     | o    | xo   | xxo  | xxx  |      | 4,50     |
| 07    | Silke Spiegelburg   | Deutschland                 | o    | o    | xxx  |      |      | 4,35     |
| 08    | Liz Parnov          | Australien                  | xo   | o    | xxx  |      |      | 4,35     |
| 09    | Lisa Gunnarsson     | Schweden                    | xxo  | xo   | xxx  |      |      | 4,35     |
| 10    | Romana Maláčová     | Tschechien                  | o    | xo   | xxx  |      |      | 4,35     |
| 11    | Minna Nikkanen      | Finnland                    | o    | xxx  |      |      |      | 4,20     |
| 11    | Fanny Smets         | Belgien                     | o    | xxx  |      |      |      | 4,20     |
| NM    | Anschelika Sidorowa | Authorised Neutral Athletes | –    | –    | xxx  |      |      | ogV      |
| NM    | Michaela Meijer     | Schweden                    | –    | xxx  |      |      |      | ogV      |
| NM    | Iryna Schuk         | Belarus                     | xxx  |      |      |      |      | ogV      |
| NM    | Kelsie Ahbe         | Kanada                      | xxx  |      |      |      |      | ogV      |

In Qualifikationsgruppe A ausgeschiedene Stabhochspringerinnen:

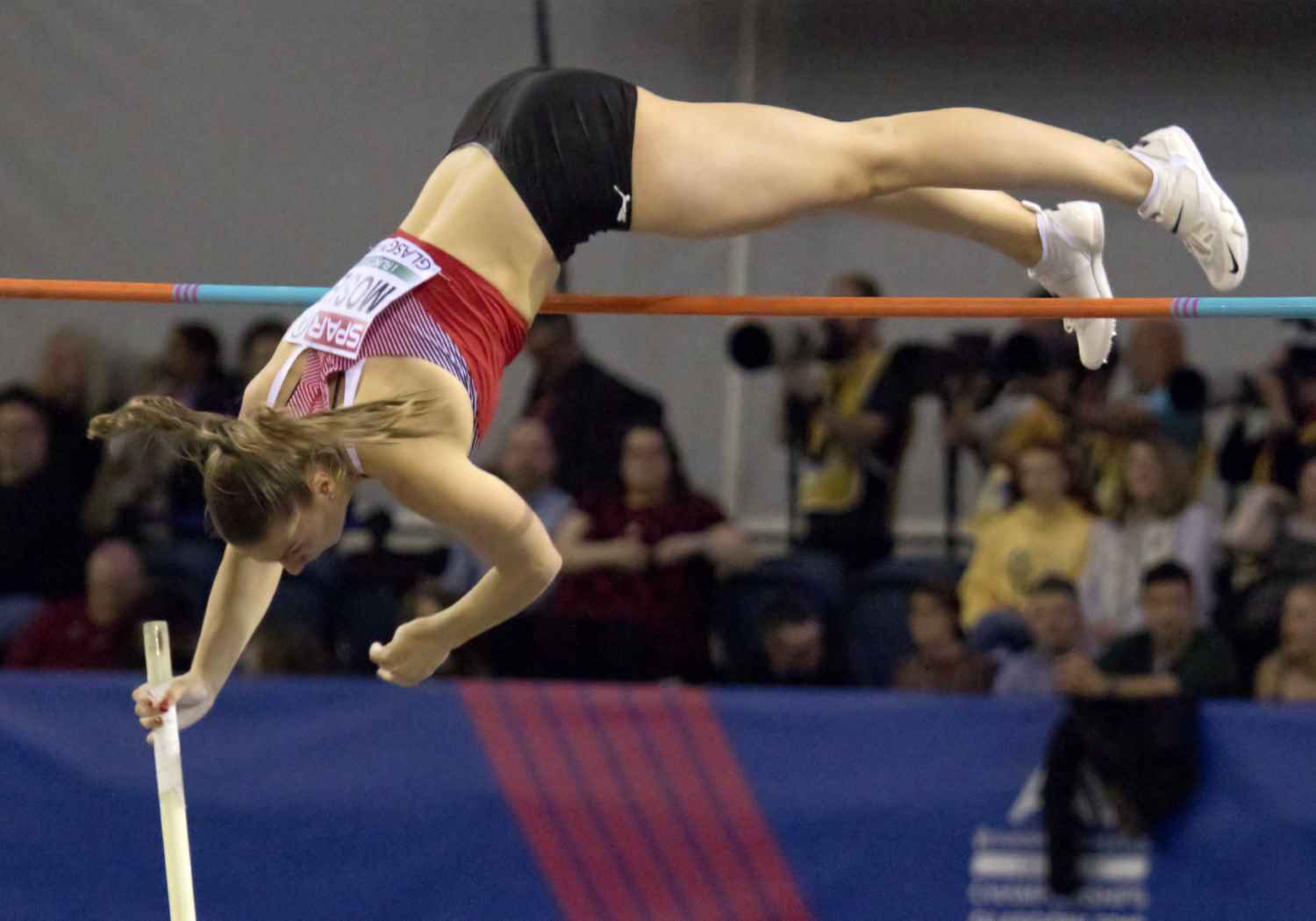
Angelica Moser Rang sechs mit 4,50 m
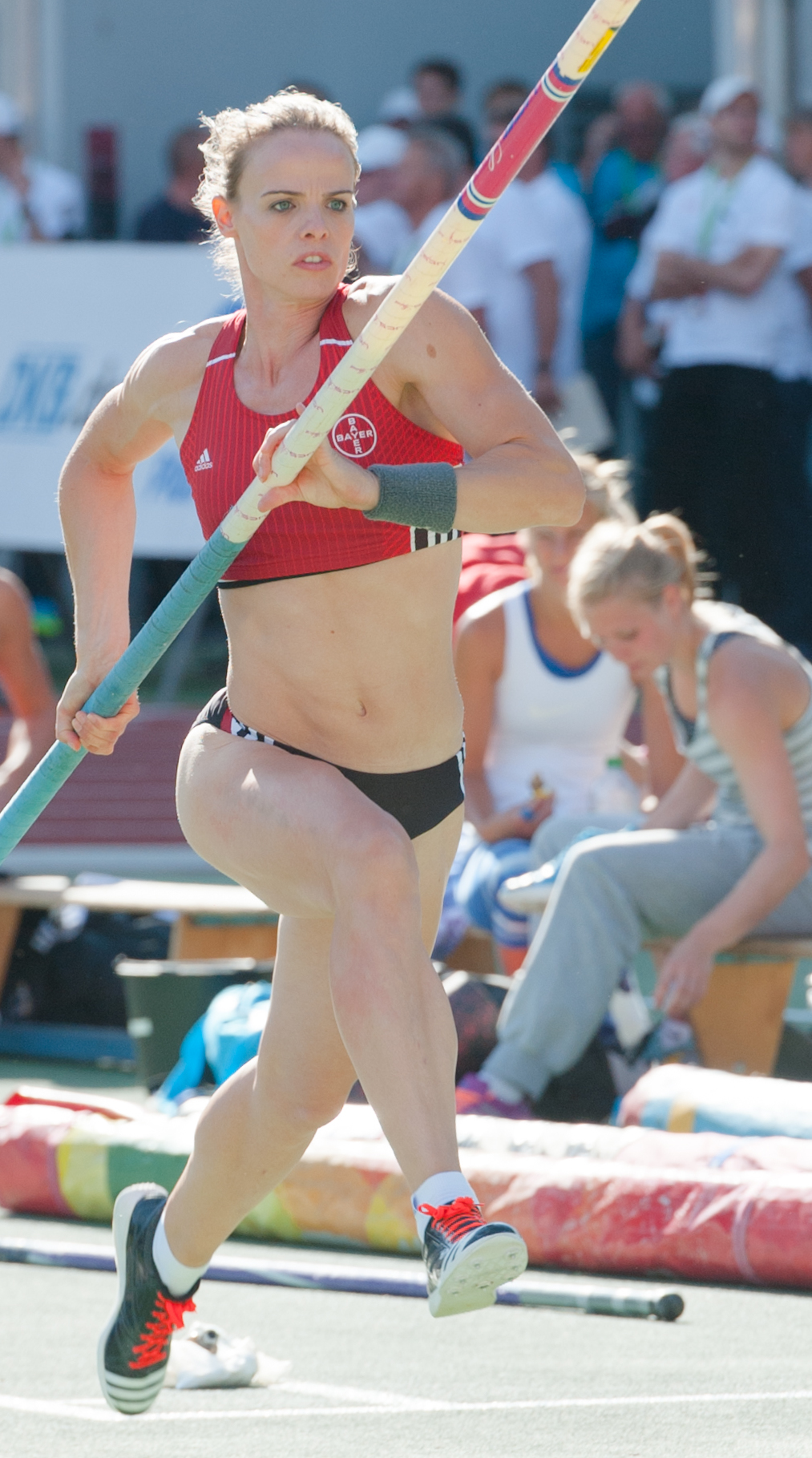
Silke Spiegelburg Rang sieben mit 4,35 m
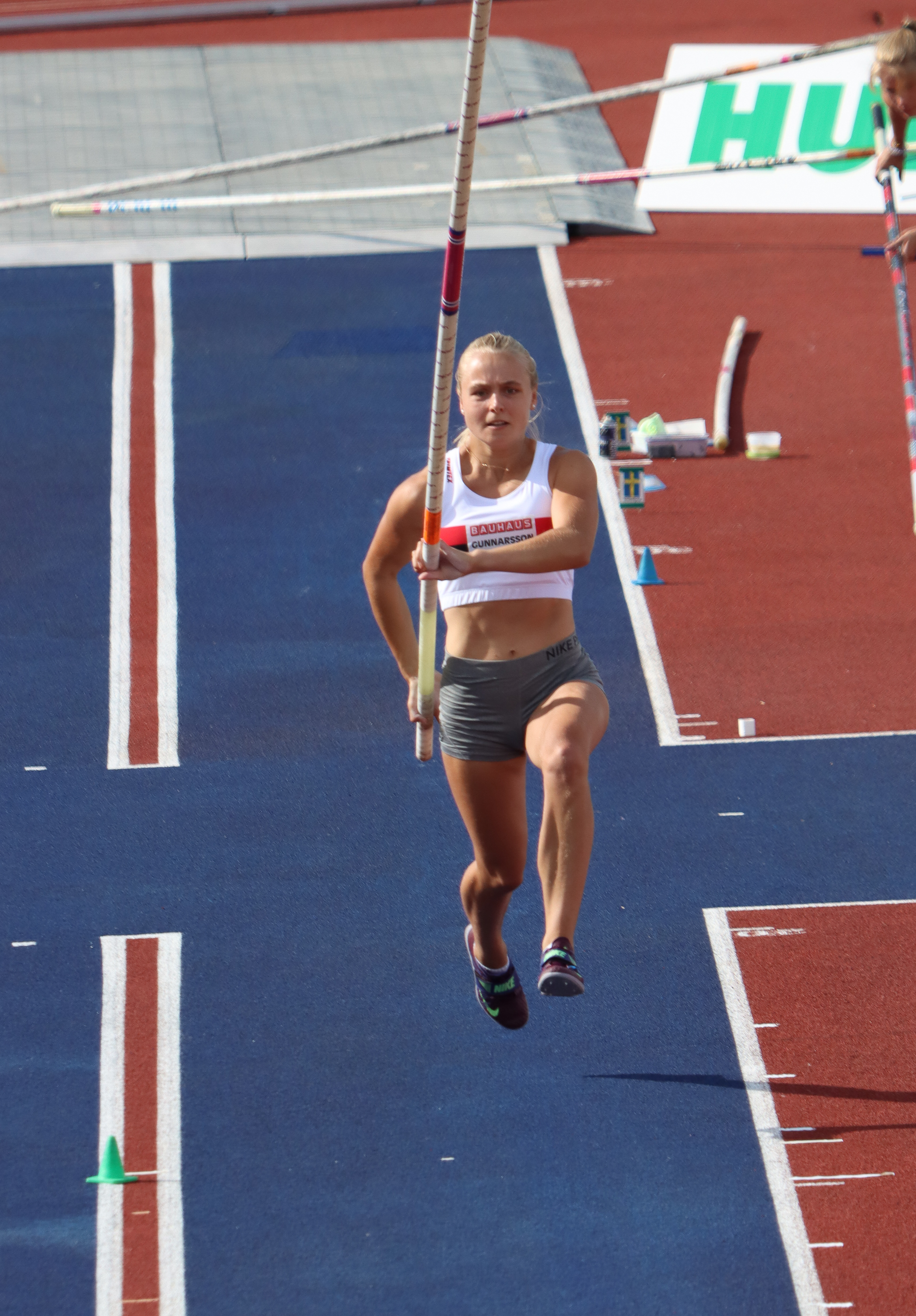
Lisa Gunnarsson Rang neun mit 4,35 m
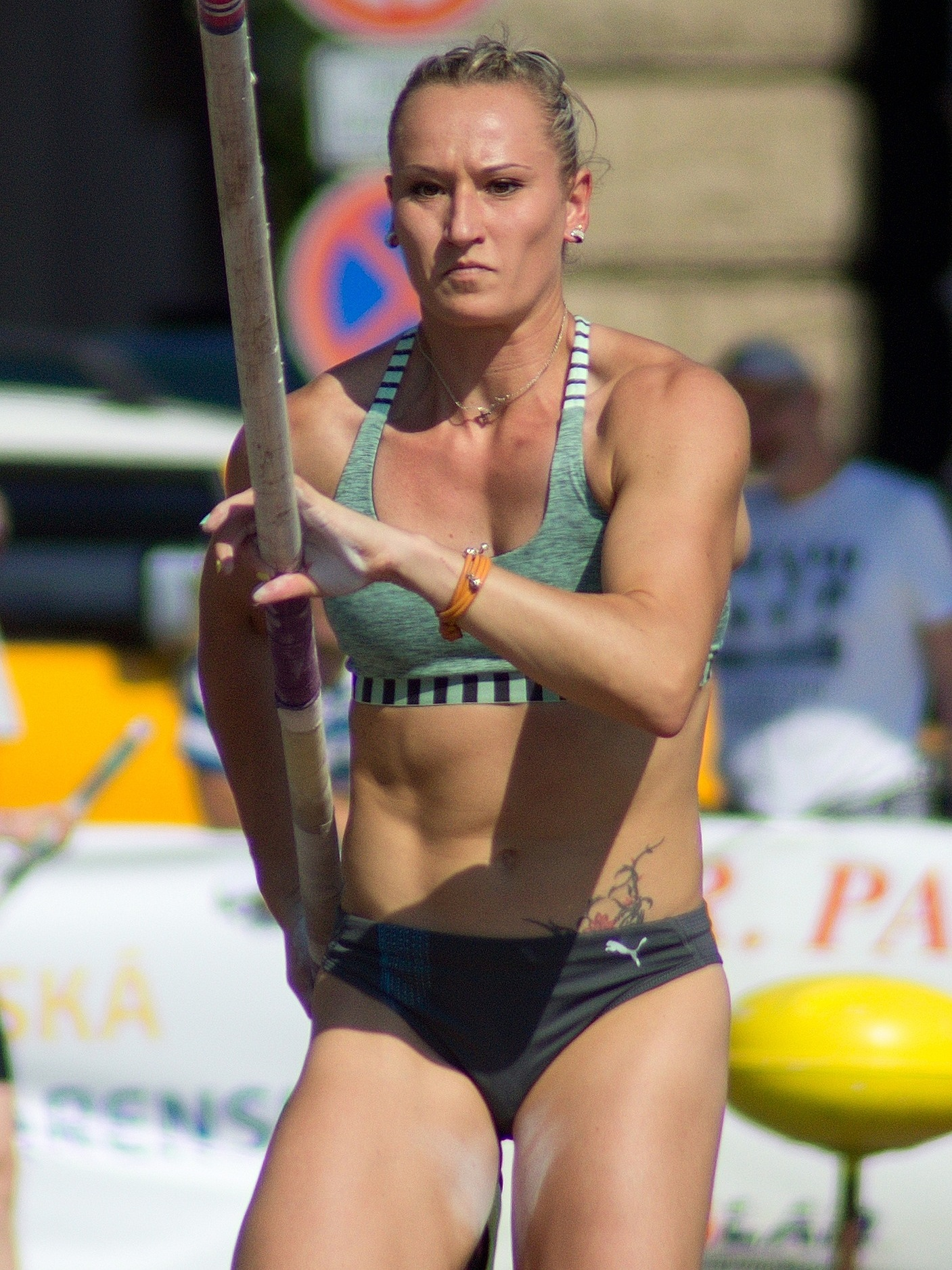
Romana Maláčová Rang zehn mit 4,35 m
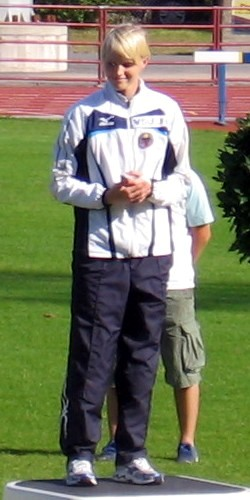
Minna Nikkanen Geteilter Rang elf mit 4,20 m
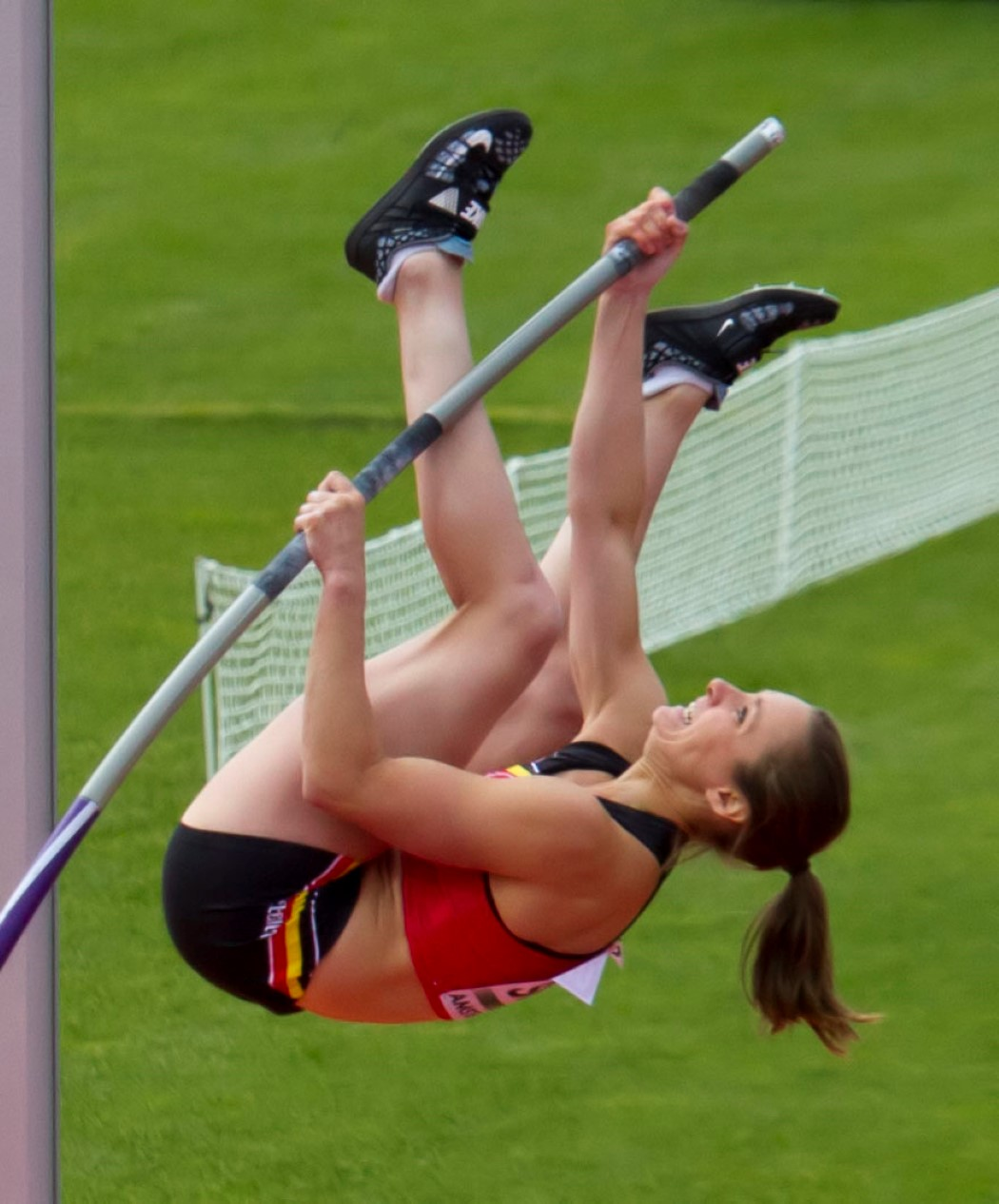
Fanny Smets Geteilter Rang elf mit 4,20 m
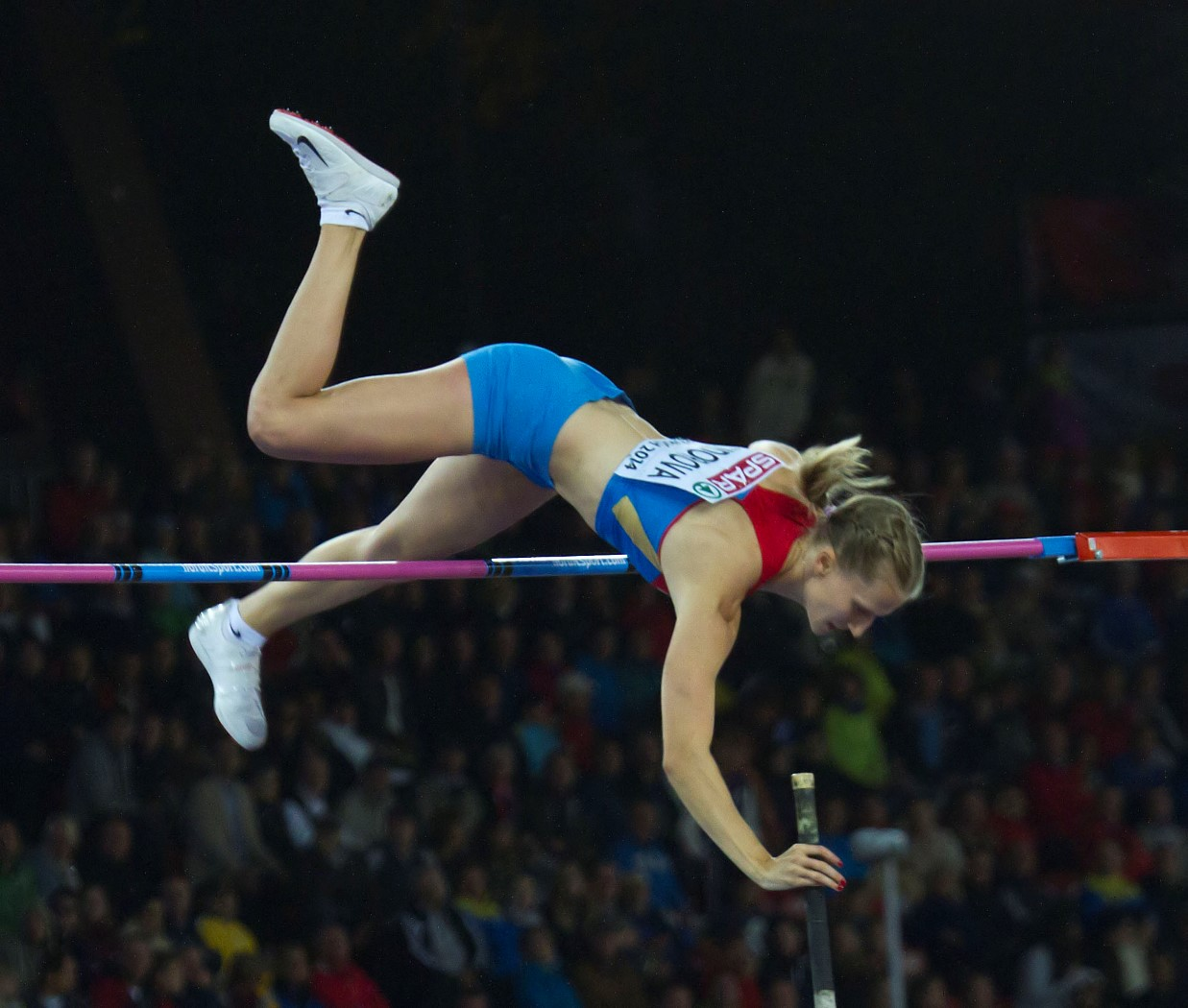
Anschelika Sidorowa ohne gültigen Versuch
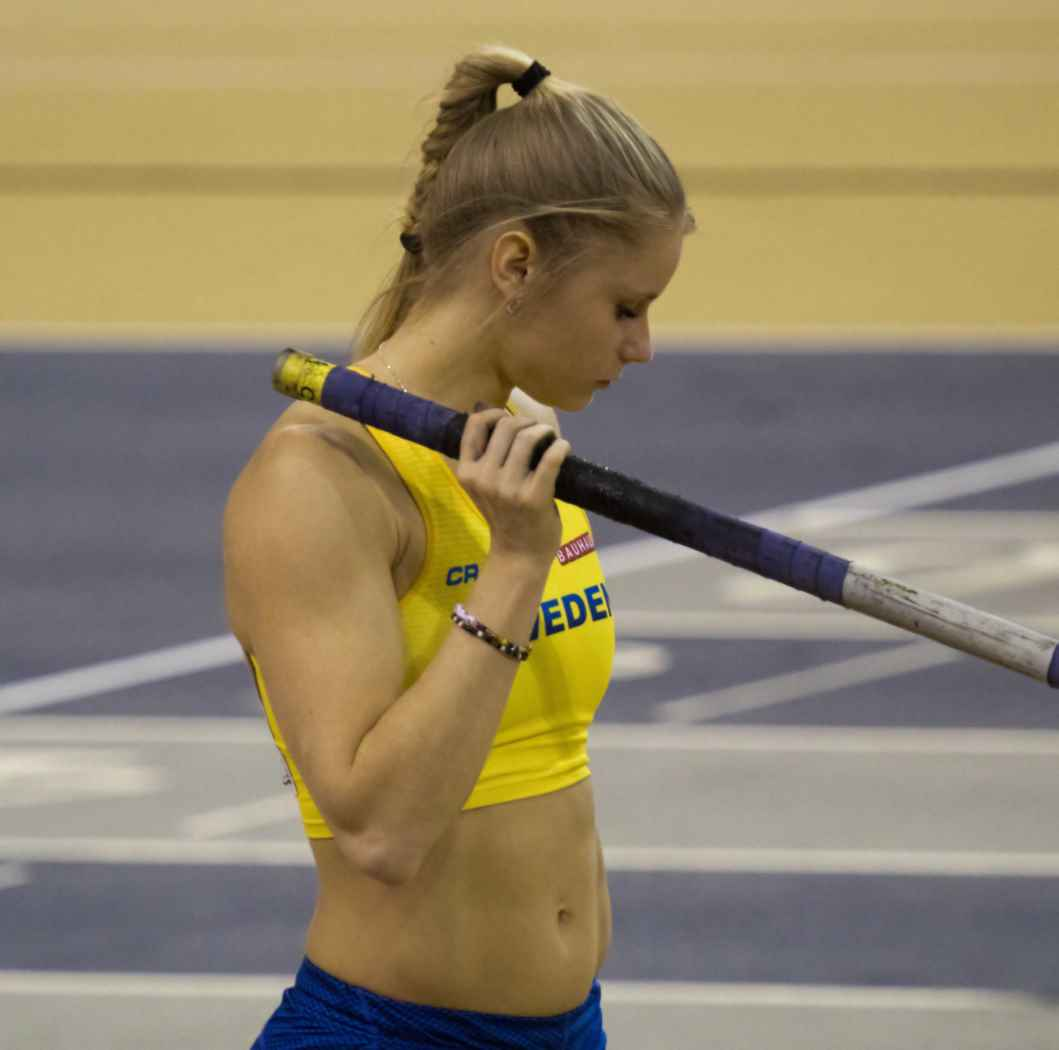
Michaela Meijer ohne gültigen Versuch
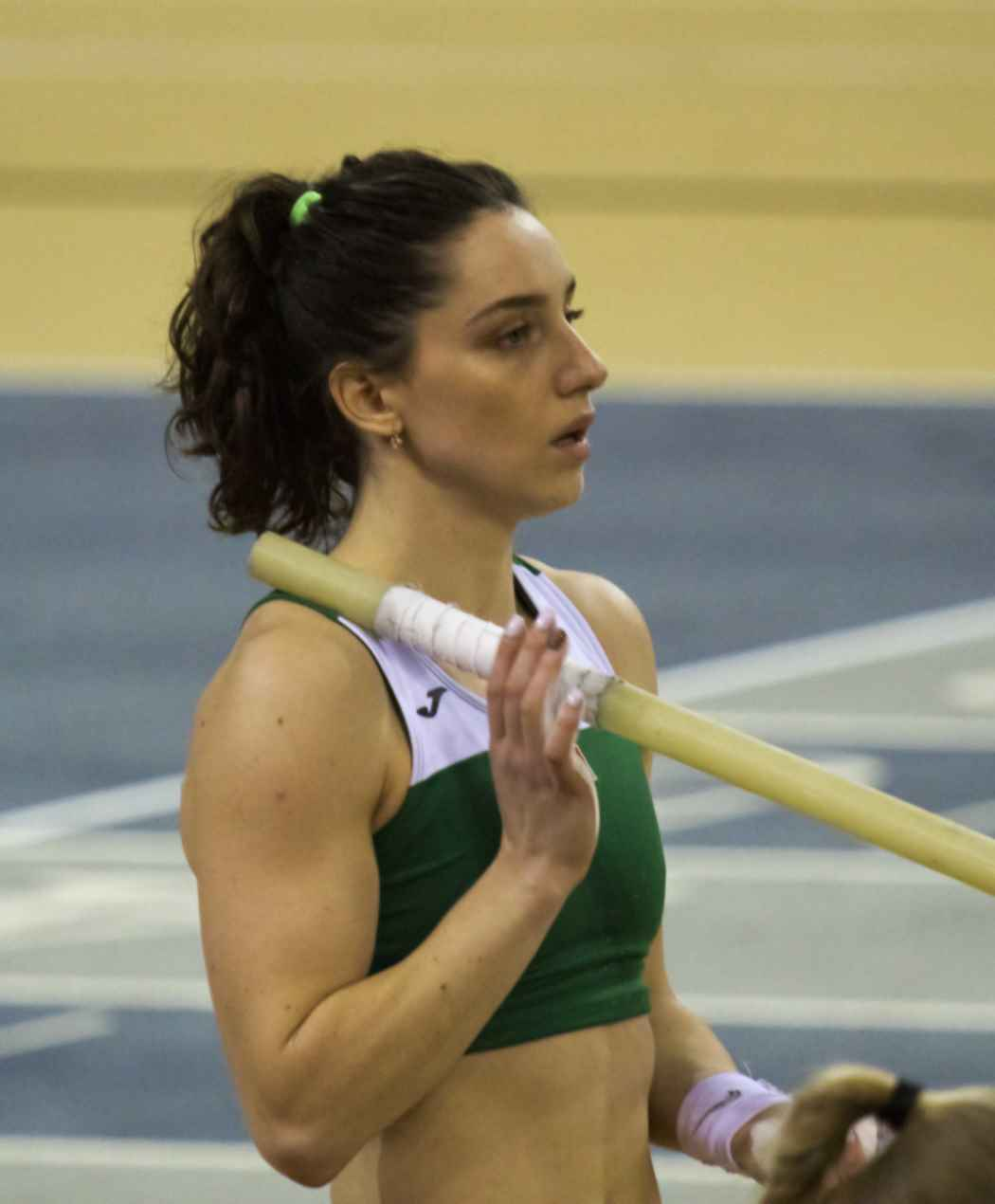
Iryna Schuk ohne gültigen Versuch

### Gruppe B
| Platz | Athletin                | Land                        | 4,20 | 4,35 | 4,50 | 4,55 | 4,60 | Höhe (m) |
| ----- | ----------------------- | --------------------------- | ---- | ---- | ---- | ---- | ---- | -------- |
| 01    | Katerina Stefanidi      | Griechenland                | —    | —    | —    | –    | o    | 4,60     |
| 02    | Lisa Ryzih              | Deutschland                 | —    | –    | o    | o    |      | 4,55     |
| 03    | Yarisley Silva          | Kuba                        | –    | –    | o    | xo   |      | 4,55     |
| 04    | Nicole Büchler          | Schweiz                     | —    | —    | xxo  | xo   |      | 4,55     |
| 05    | Angelica Bengtsson      | Schweden                    | o    | o    | o    | xxo  |      | 4,55     |
| 05    | Olga Mullina            | Authorised Neutral Athletes | o    | o    | o    | xo   |      | 4,55     |
| 07    | Anicka Newell           | Kanada                      | —    | o    | o    | xxx  |      | 4,50     |
| 08    | Tina Šutej              | Slowenien                   | xo   | o    | xxx  |      |      | 4,35     |
| 09    | Jiřina Ptáčníková       | Tschechien                  | o    | xo   | xxx  |      |      | 4,35     |
| 10    | Ninon Guillon-Romarin   | Frankreich                  | o    | xxx  |      |      |      | 4,30     |
| 10    | Friedelinde Petershofen | Deutschland                 | o    | xxx  |      |      |      | 4,30     |
| 12    | Maryna Kylypko          | Ukraine                     | xo   | xxx  |      |      |      | 4,20     |
| NM    | Jennifer Suhr           | USA                         | –    | –    | –    | xxx  |      | ogV      |
| NM    | Emily Grove             | USA                         | xxx  |      |      |      |      | ogV      |
| NM    | Amálie Švábíková        | Tschechien                  | xxx  |      |      |      |      | ogV      |

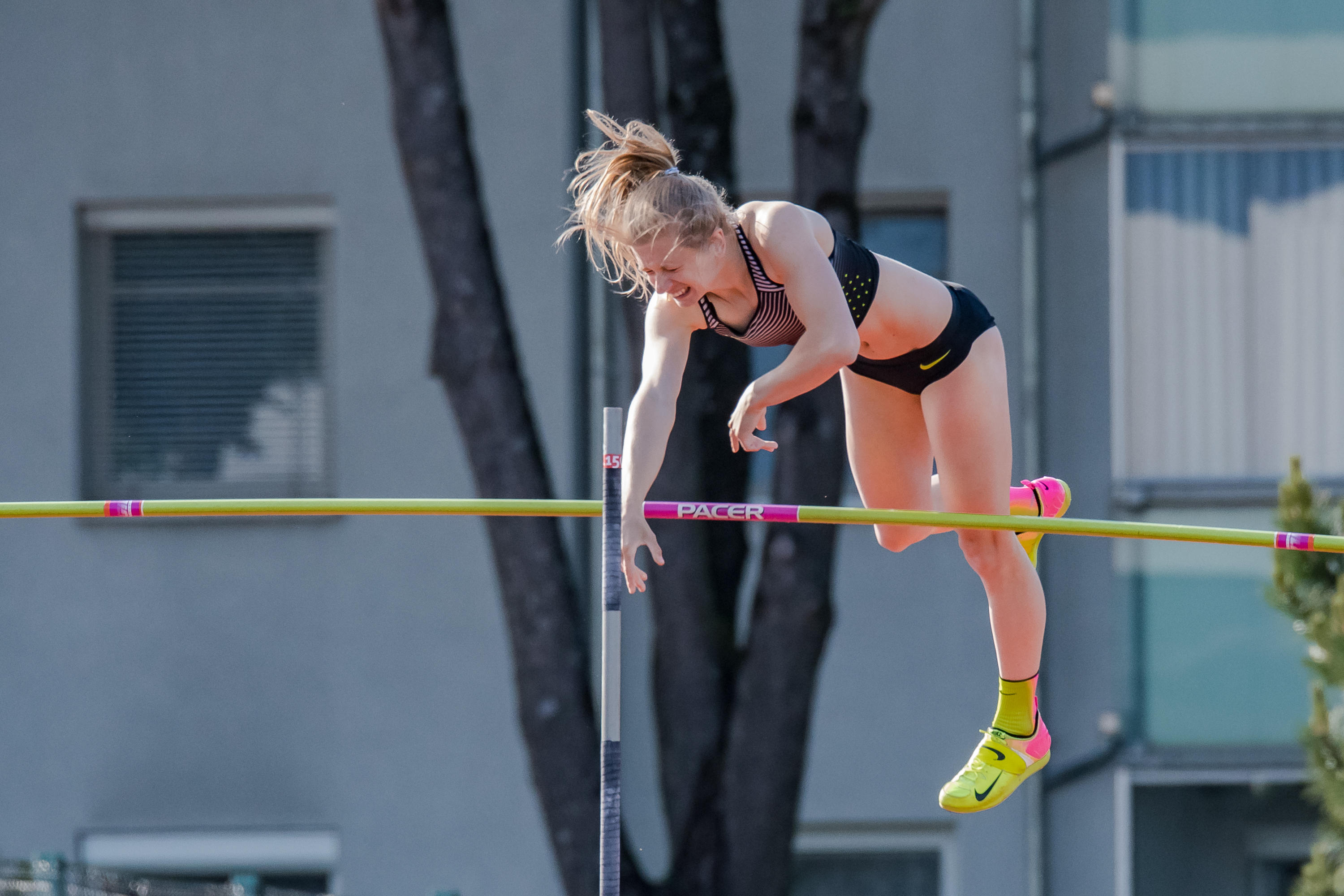
Tina Šutej – ausgeschieden als Achte mit 4,35 m

In Qualifikationsgruppe B ausgeschiedene Stabhochspringerinnen:

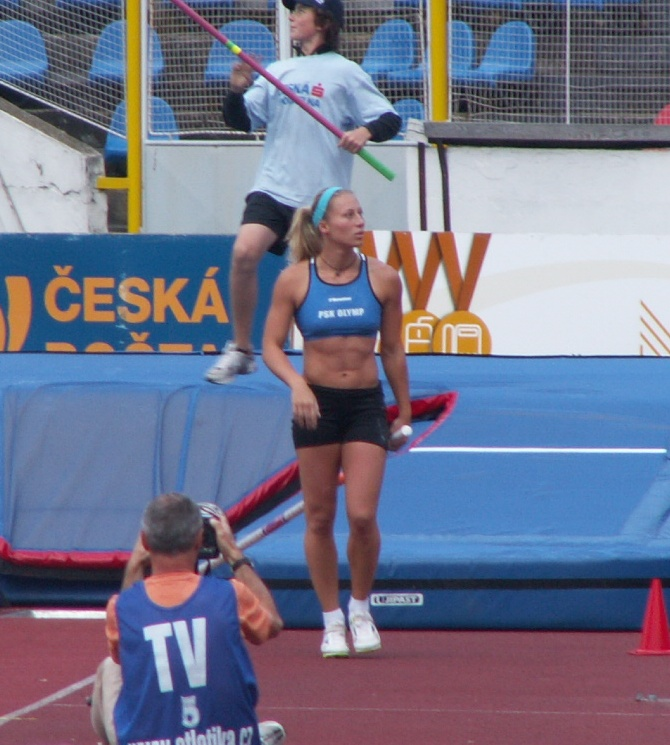
Jiřina Ptáčníková Rang neun mit 4,35 m
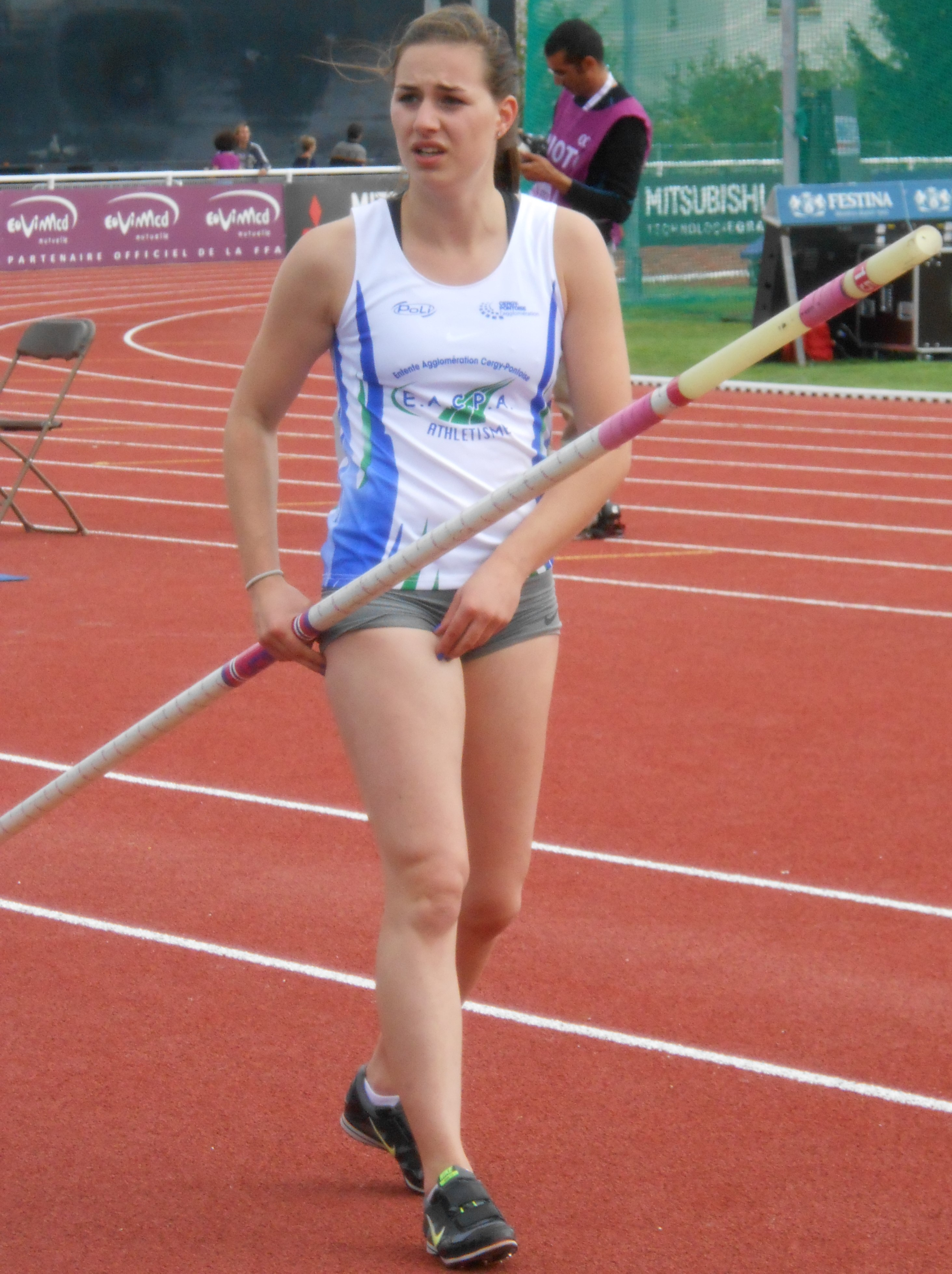
Ninon Guillon-Romarin Geteilter Rang zehn mit 4,30 m
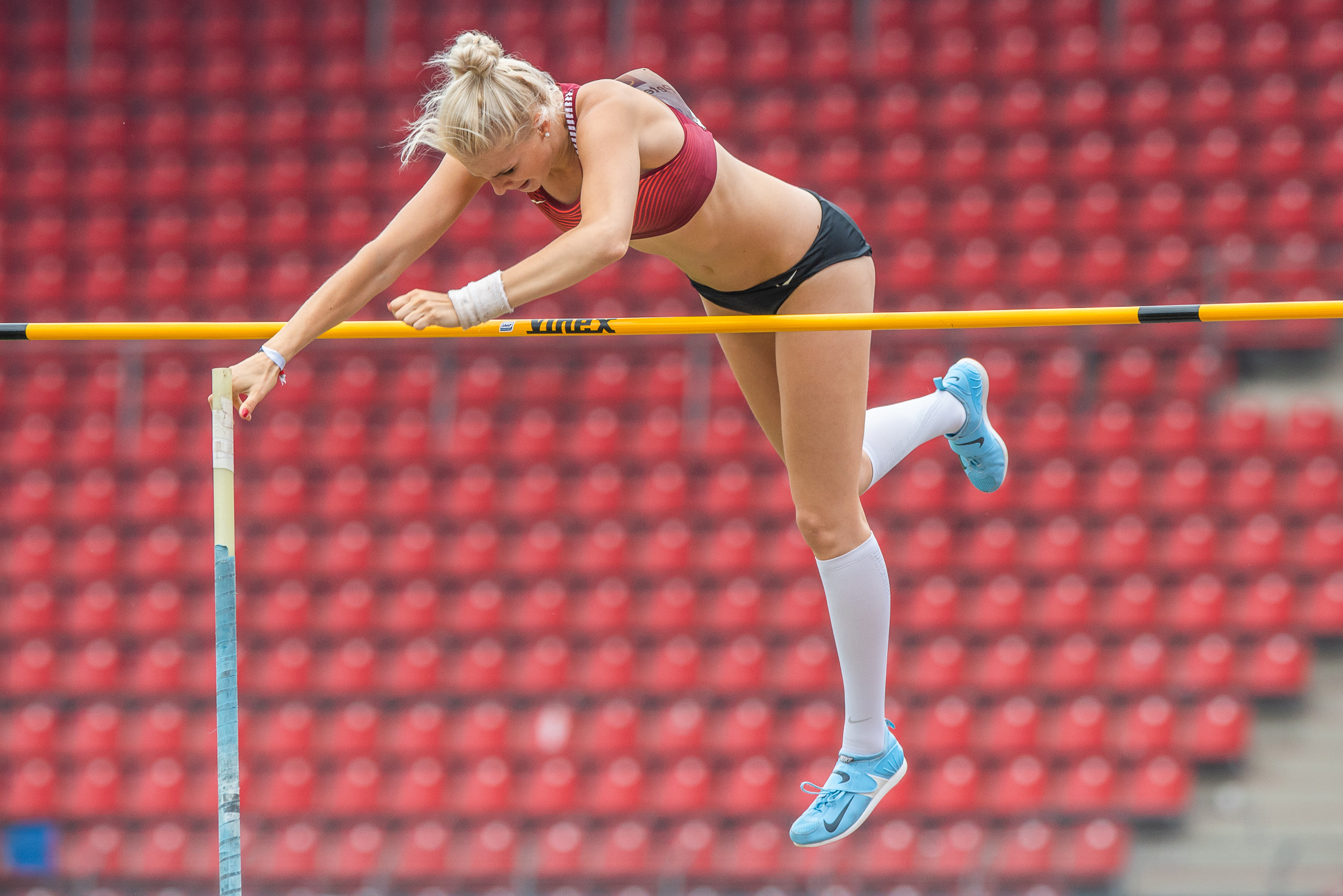
Friedelinde Petershofen Geteilter Rang zehn mit 4,20 m
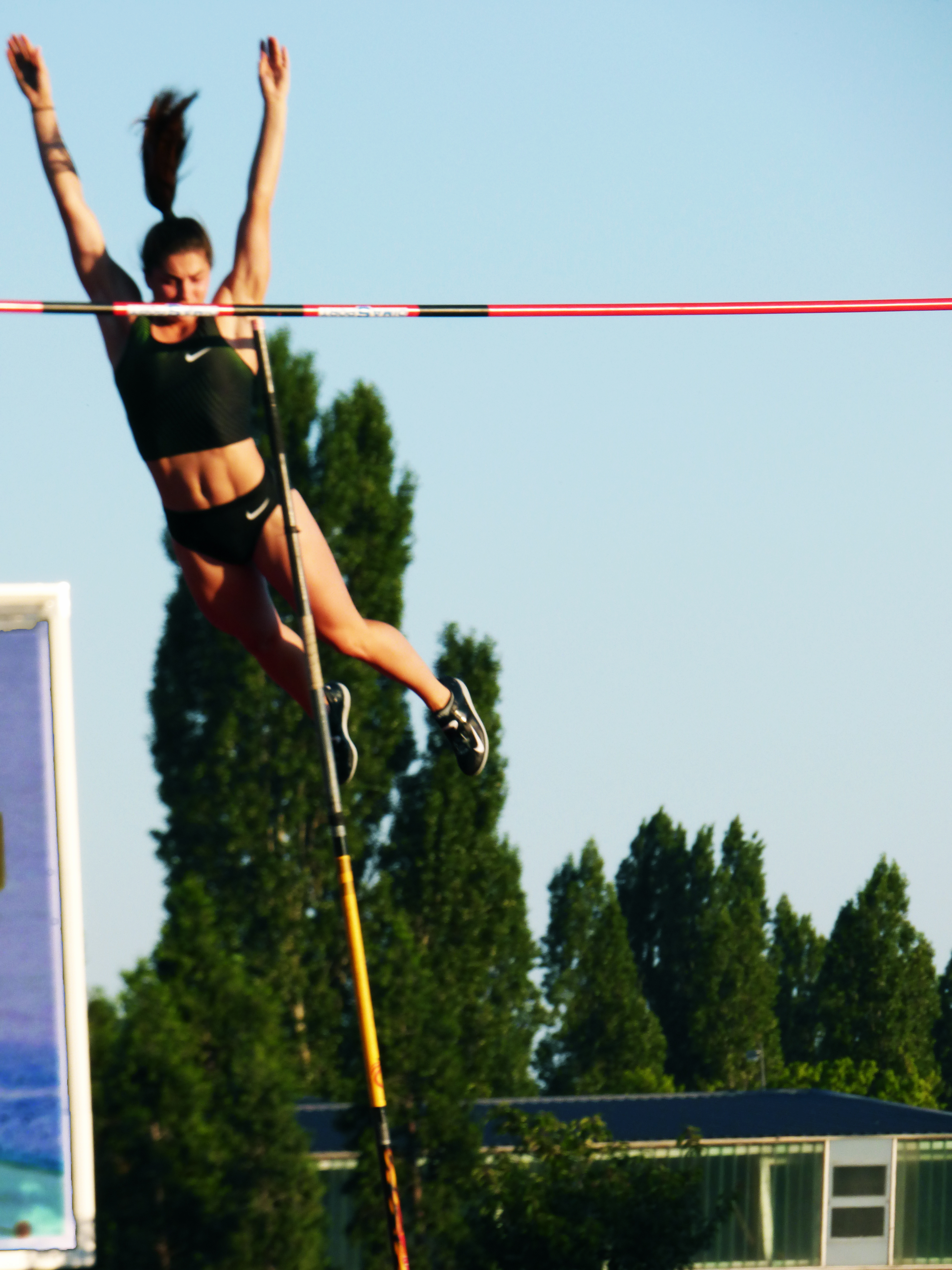
Maryna Kylypko Rang zwölf mit 4,20 m
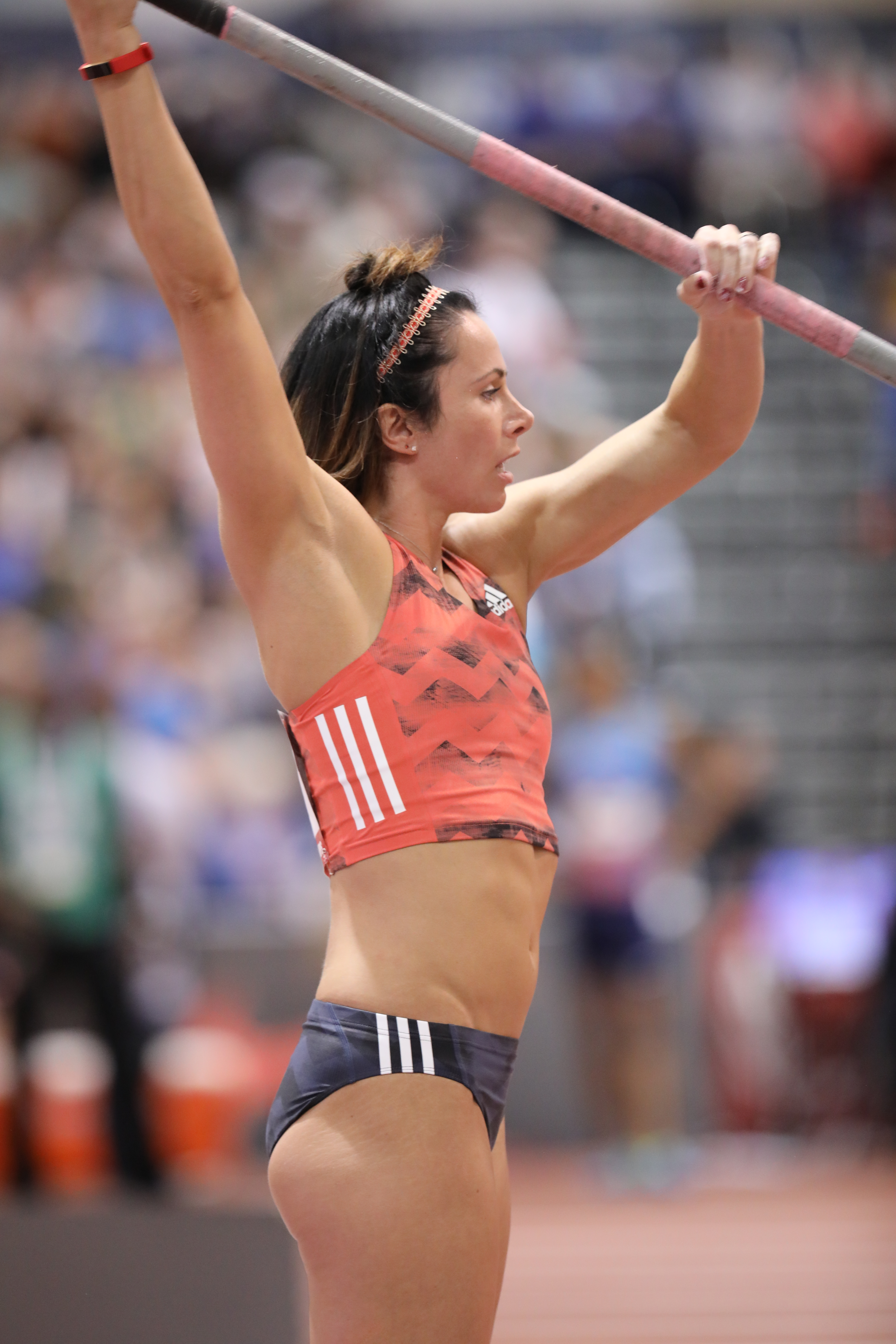
Jennifer Suhr – unter anderem Olympiasiegerin von 2016 – ohne gültigen Versuch

## Finale
6. August 2017, 19:00 Uhr Ortszeit (20:00 Uhr MESZ)
Zu den Favoritinnen für diesen Wettbewerb gehörten vor allem die griechische Olympiasiegerin von 2016 und Europameisterin von 2016 Katerina Stefanidi, die kubanische Weltmeisterin von 2015, WM-Dritte von 2013 und Olympiazweite von 2012 Yarisley Silva sowie die US-amerikanische Olympiazweite von 2016 und WM-Vierte von 2015 Sandi Morris. Weitere Springerinnen mit Aussichten auf vordere Platzierungen waren unter anderem die griechische WM-Dritte von 2015 und EM-Vierte von 2016 Nikoleta Kyriakopoulou sowie die Schwedin Angelica Bengtsson als WM-Vierte von 2015.
Eine wichtige Sprunghöhe in diesem Finale lag bei 4,75 m. Sieben Athletinnen, die 4,65 m übersprungen hatten, waren noch m Rennen. Morris und Stefanidi waren bis dahin noch ohne Fehlversuch. Da Silva und die Robeilys Peinado aus Venezuela hatten je einen Fehlsprung zu Buche stehen, die Deutsche Lisa Ryzih und die Britin Holly Bradshaw waren mit je zwei Fehlversuchen, die Kanadierin Alysha Newman mit drei Fehlsprüngen belastet. Ziemlich überraschend scheiterten nun fünf Athletinnen jeweils dreimal an der neuen Höhe von 4,75 m. Nur Morris und Stefanidi waren mit ihrem jeweils ersten Anlauf erfolgreich. Damit wurden aufgrund der Fehlversuchsregel zwei Bronzemedaillen vergeben. Robeilys Peinado und Yarisley Silva waren gemeinsame Dritte. Lisa Ryzih belegte Rang fünf vor Holly Bradshaw. Alysha Newman kam auf den achten Platz.
Im weiteren Verlauf des Wettbewerbs begannen beide Athletinnen zu pokern. Zunächst meisterte Stefanidi 4,82 m. Morris hob sich nach einem Fehlversuch ihre beiden verbleibenden Sprünge für kommende Höhen auf. Aufgelegt wurden jetzt 4,89 m. Stefanidi hatte einen Fehlversuch und machte daraufhin bei dieser Sprunghöhe nicht mehr weiter, um sich an der dann kommenden Höhe zu versuchen. Morris scheiterte mit beiden ihrer verbleibenden Sprünge an 4,89 m und war damit Vizeweltmeisterin. Katerina Stefanidi übersprang anschließend 4,91 m und untermauerte mit dieser starken Leistung ihren gewonnenen Weltmeistertitel. Gleichzeitig war dies eine neue Weltjahresbestleistung und auch ein neuer griechischer Landesrekord. Dreimal versuchte die Griechin sich dann noch vergeblich an 5,01 m.
| Platz          | Athletin           | Land                        | 4,30 | 4,45 | 4,55 | 4,65 | 4,75 | 4,82 | 4,89 | 4,91 | 5,02 | Höhe (m) |
| -------------- | ------------------ | --------------------------- | ---- | ---- | ---- | ---- | ---- | ---- | ---- | ---- | ---- | -------- |
|                | Katerina Stefanidi | Griechenland                | –    | –    | –    | o    | o    | o    | x–   | o    | xxx  | 4,91 WL  |
|                | Sandi Morris       | USA                         | –    | o    | o    | o    | o    | x–   | xx   |      |      | 4,75     |
|                | Robeilys Peinado   | Venezuela                   | o    | o    | o    | xo   | xxx  |      |      |      |      | 4,65 NR  |
| Yarisley Silva | Kuba               | –                           | o    | o    | xo   | xxx  |      |      |      |      | 4,65 |          |
| 5              | Lisa Ryzih         | Deutschland                 | –    | xo   | o    | xo   | xxx  |      |      |      |      | 4,65     |
| 6              | Holly Bradshaw     | Großbritannien              | –    | –    | o    | xxo  | xxx  |      |      |      |      | 4,65     |
| 7              | Alysha Newman      | Kanada                      | xo   | o    | o    | xxo  | xxx  |      |      |      |      | 4,65     |
| 8              | Olga Mullina       | Authorised Neutral Athletes | xo   | o    | o    | xxx  |      |      |      |      |      | 4,55     |
| 9              | Eliza McCartney    | Neuseeland                  | –    | o    | xo   | xxx  |      |      |      |      |      | 4,55     |
| 10             | Angelica Bengtsson | Schweden                    | xo   | o    | xo   | xxx  |      |      |      |      |      | 4,55     |
| 11             | Nicole Büchler     | Schweiz                     | –    | o    | xxx  |      |      |      |      |      |      | 4,45     |
| 12             | Anicka Newell      | Kanada                      | xo   | xo   | xxx  |      |      |      |      |      |      | 4,45     |

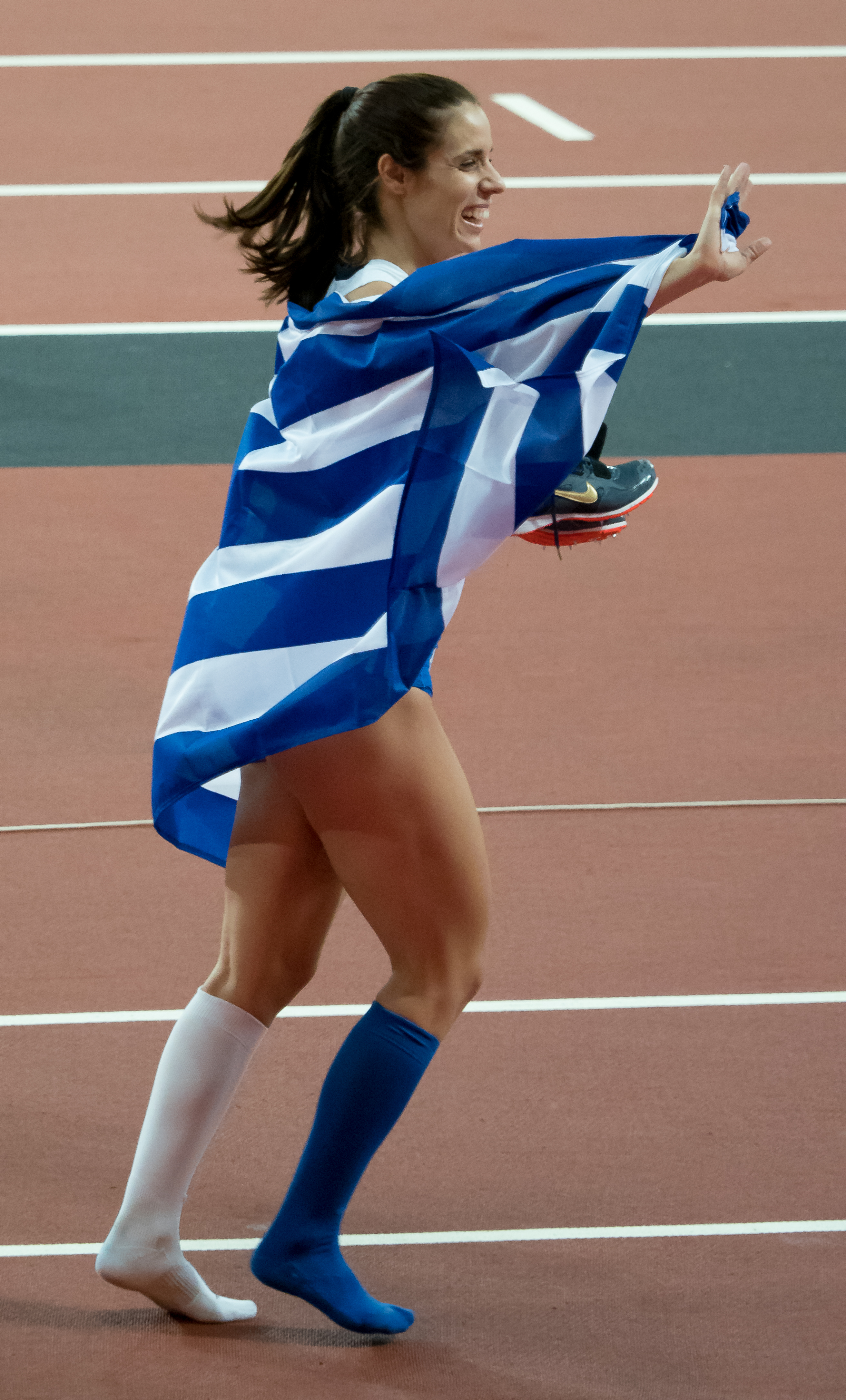
Weltmeisterin Katerina Stefanidi auf einer Ehrenrunde
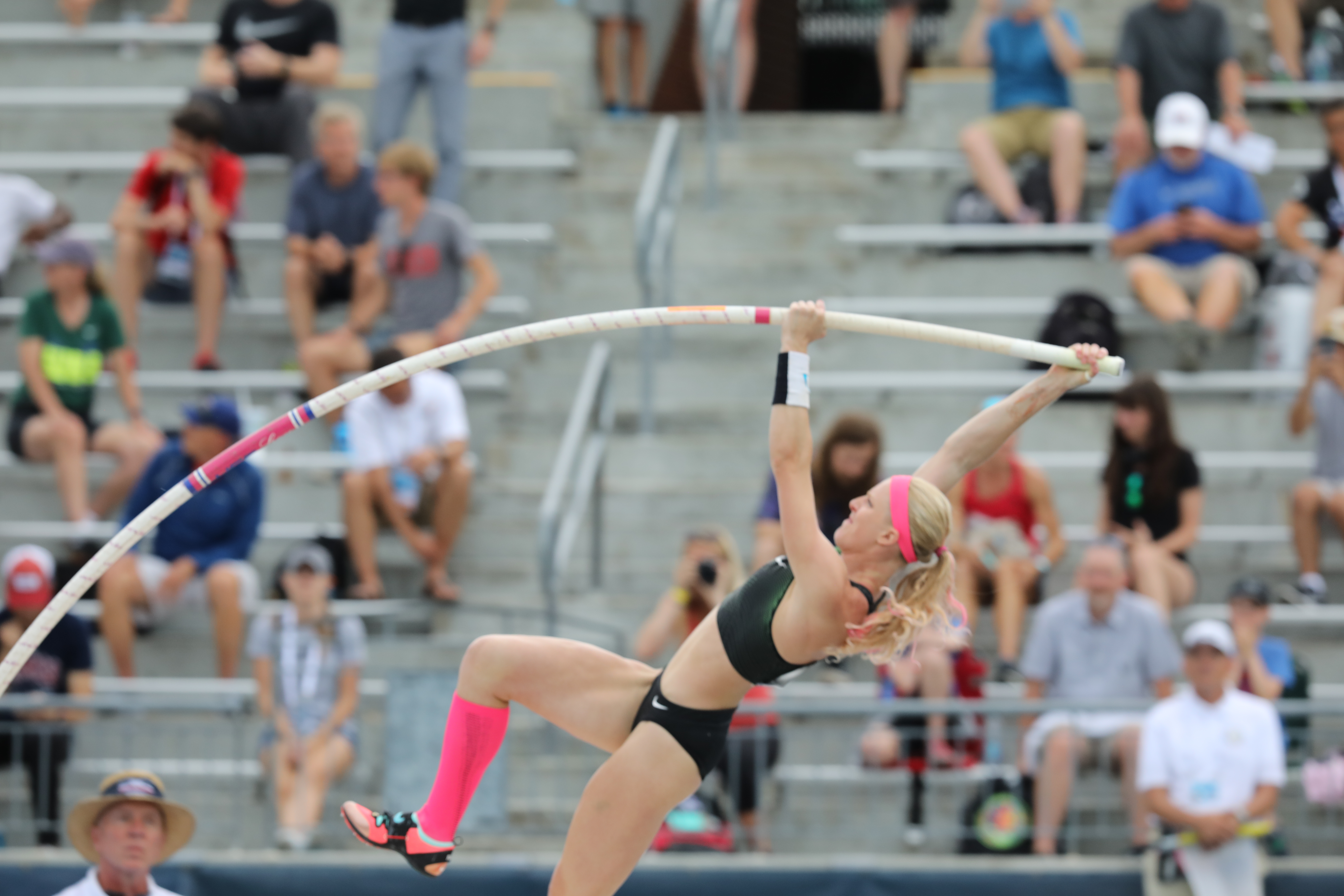
Vizeweltmeisterin Sandi Morris
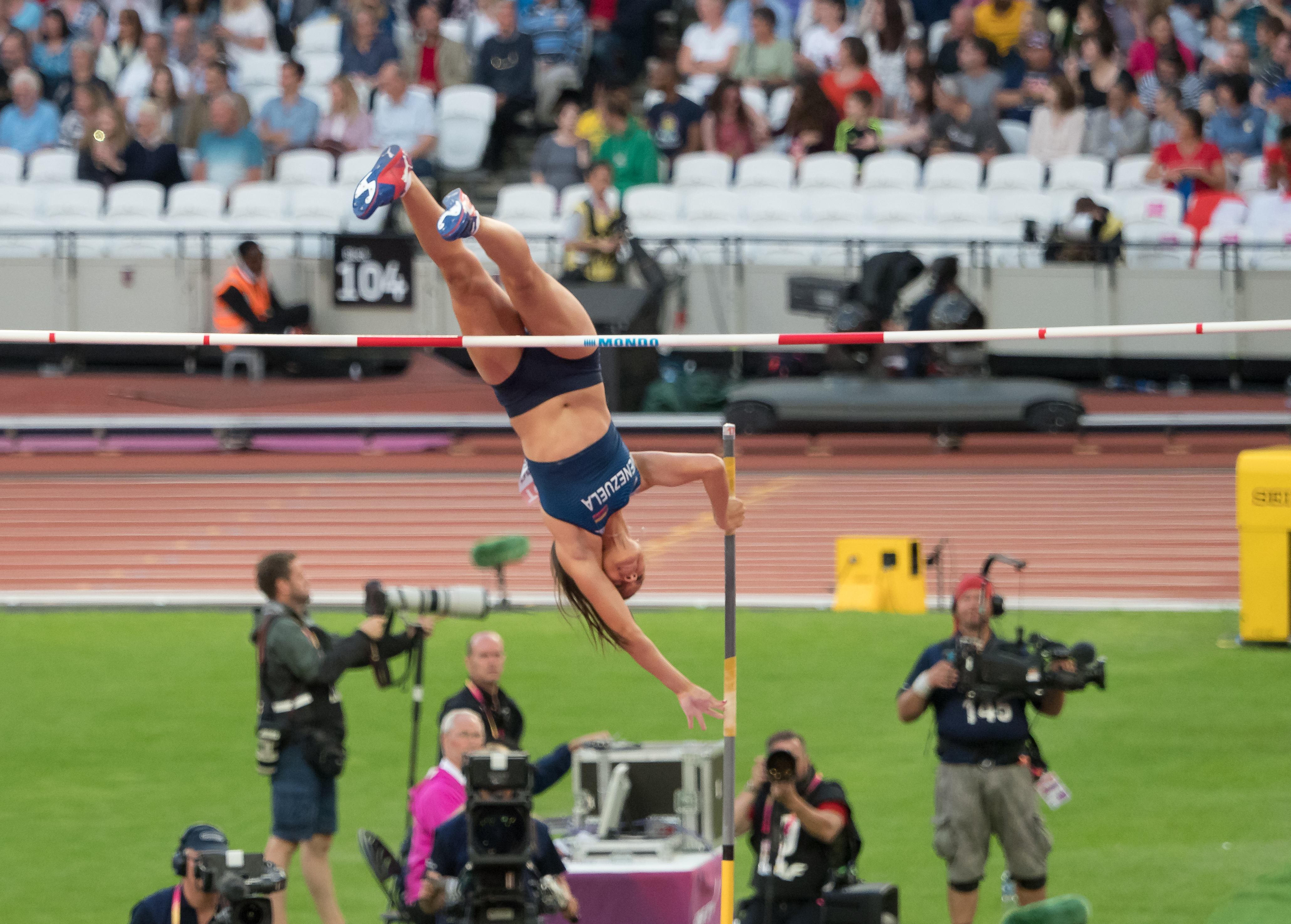
Bronzemedaillengewinnerin Robeilys Peinado
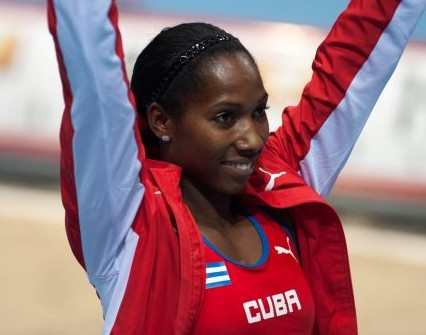
Yarisley Silva gewann wie Peinado die Bronzemedaille
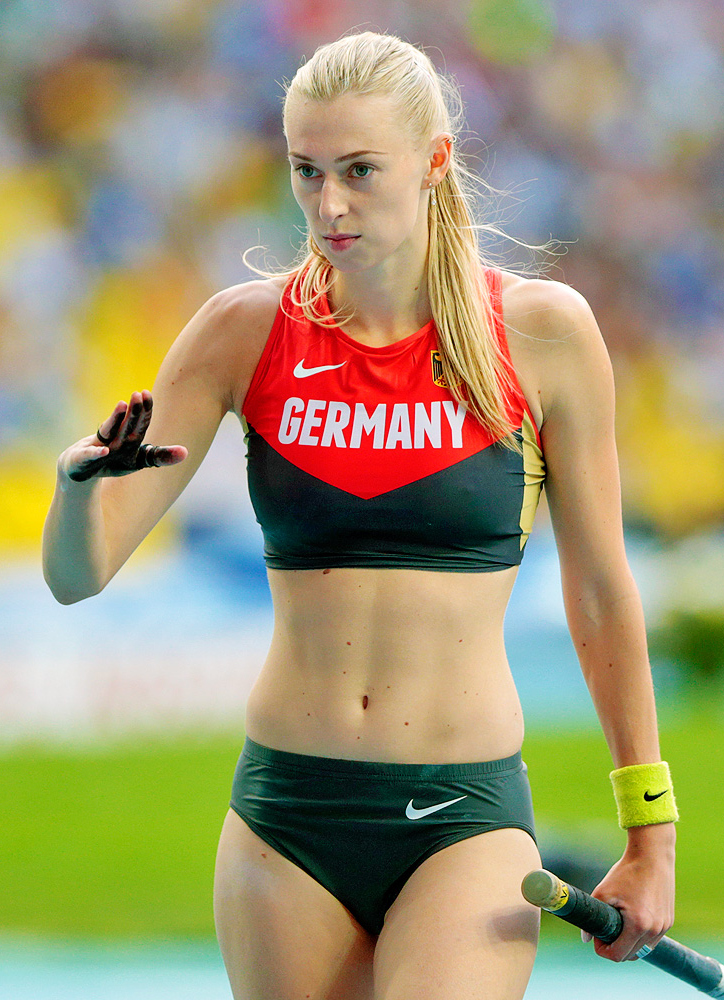
Rang fünf für Lisa Ryzih
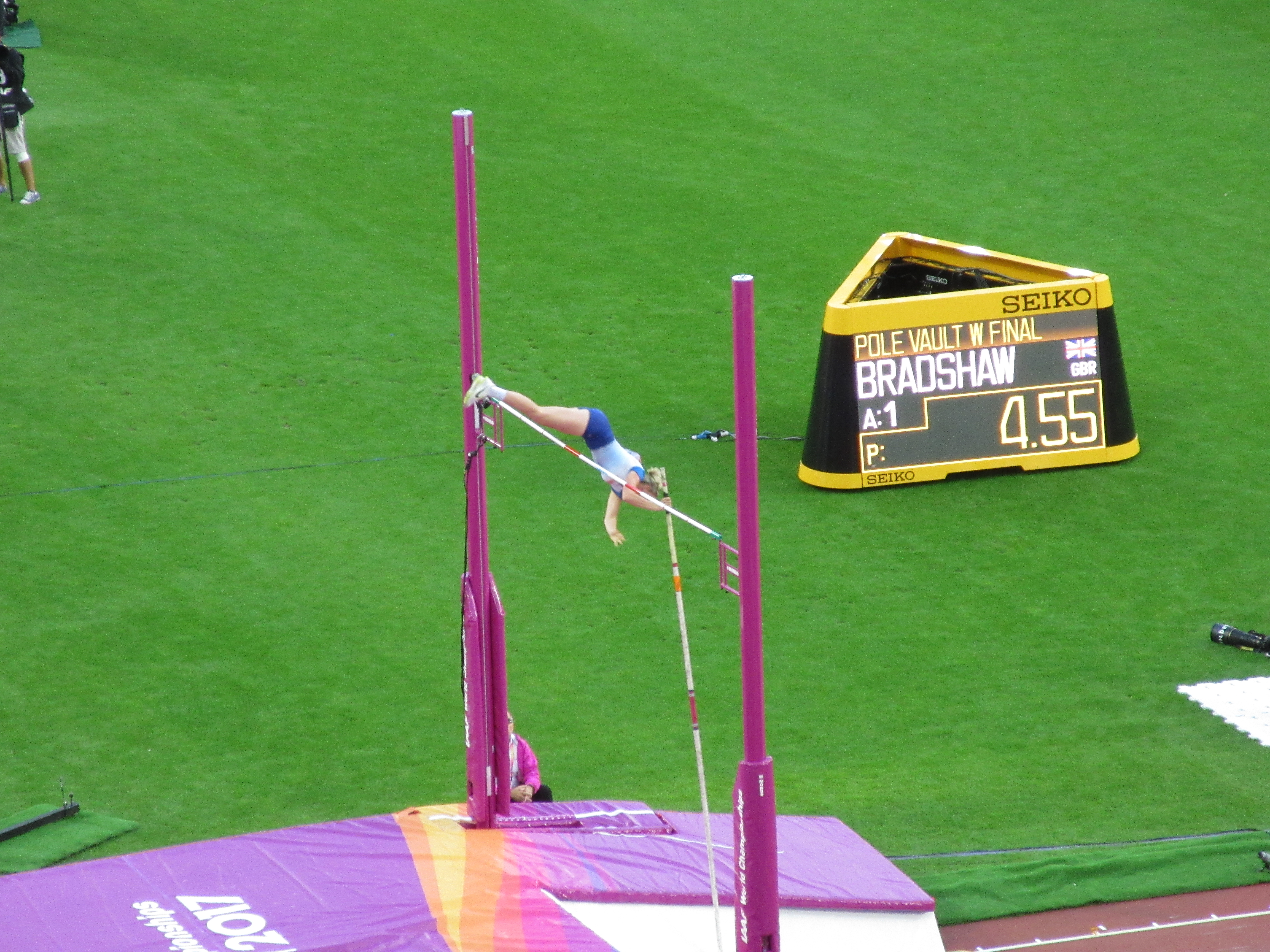
Holly Bradshaw kam auf den sechsten Platz
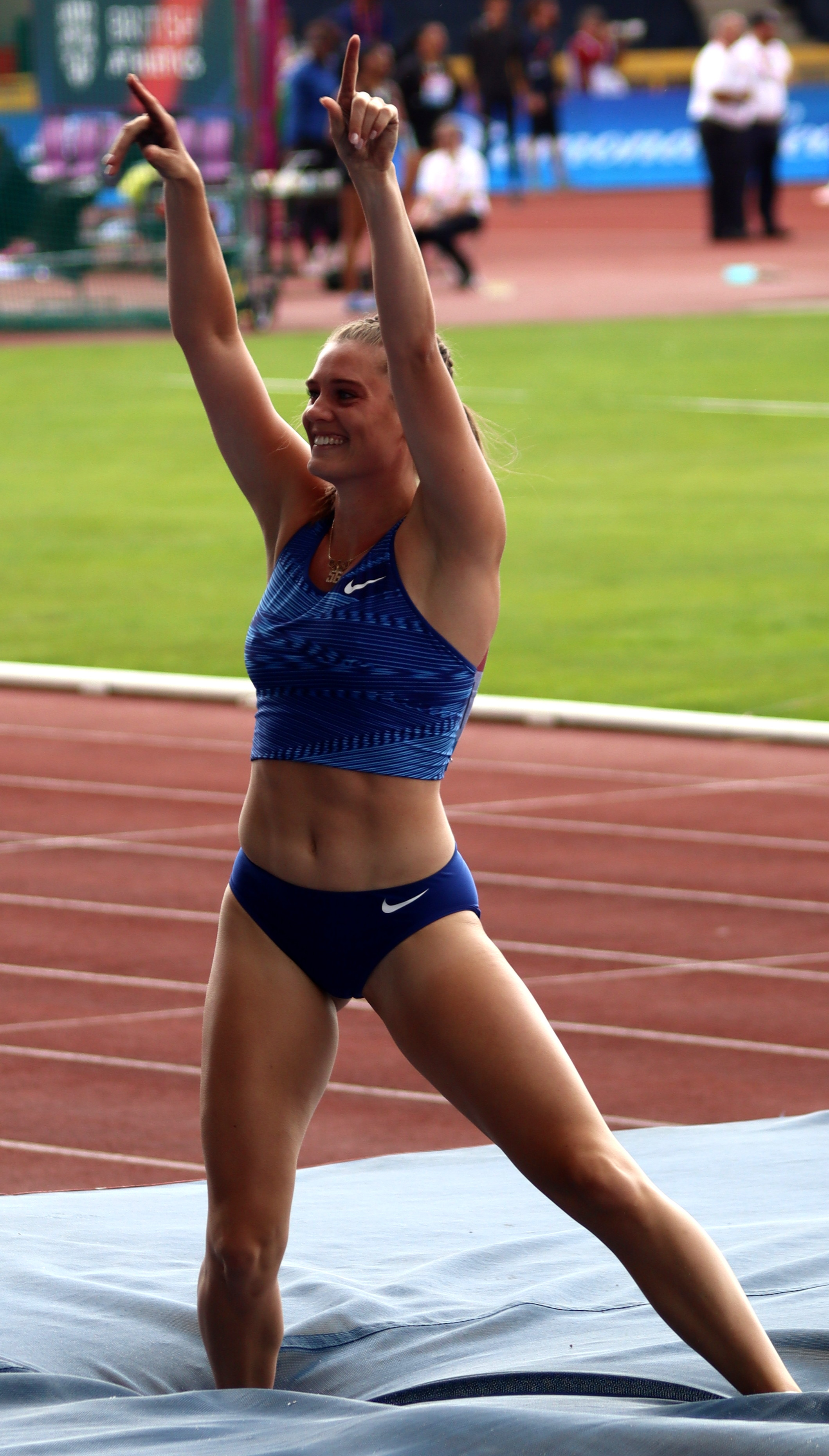
Alysha Newman – Rang sieben
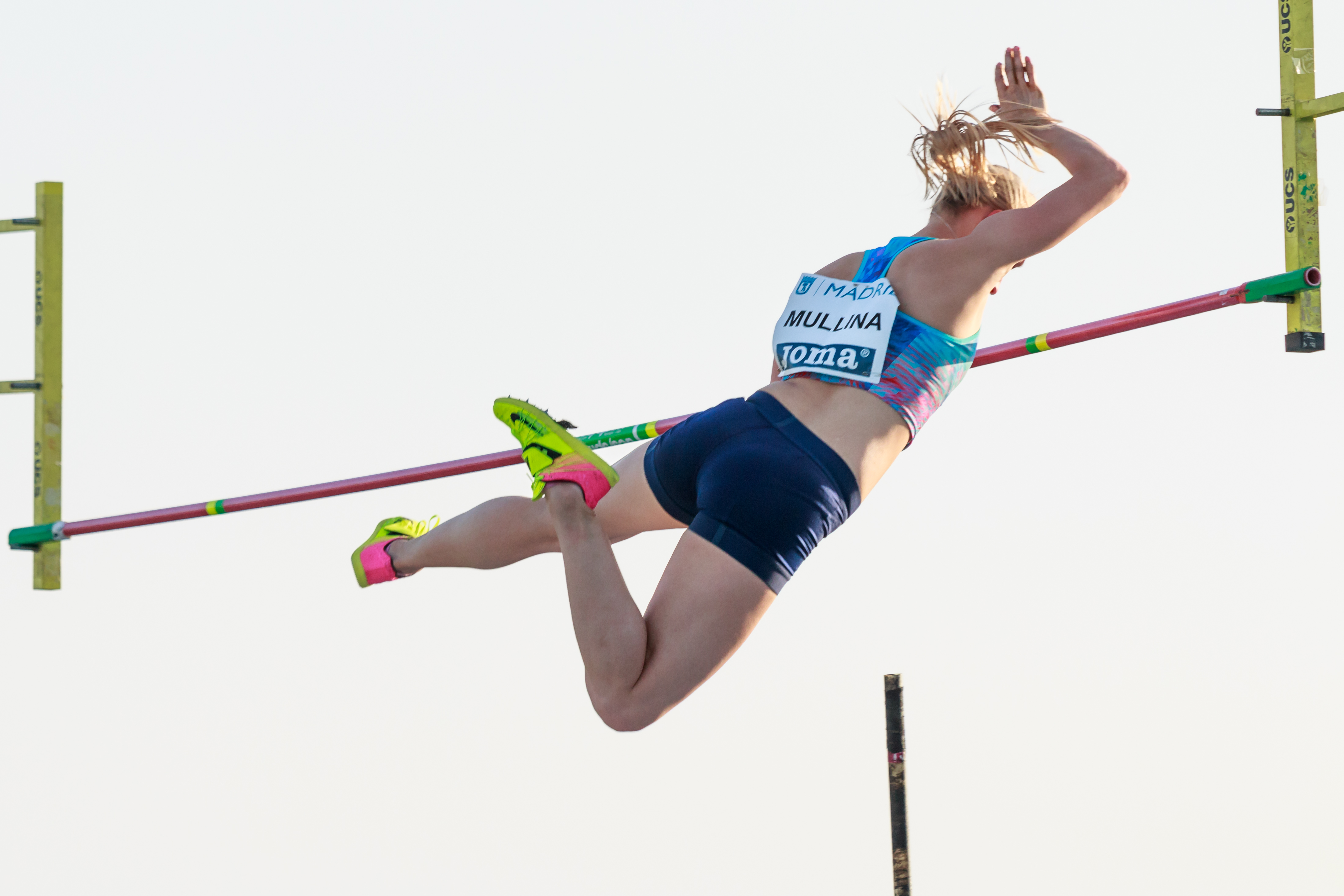
Olga Mulina wurde Achte
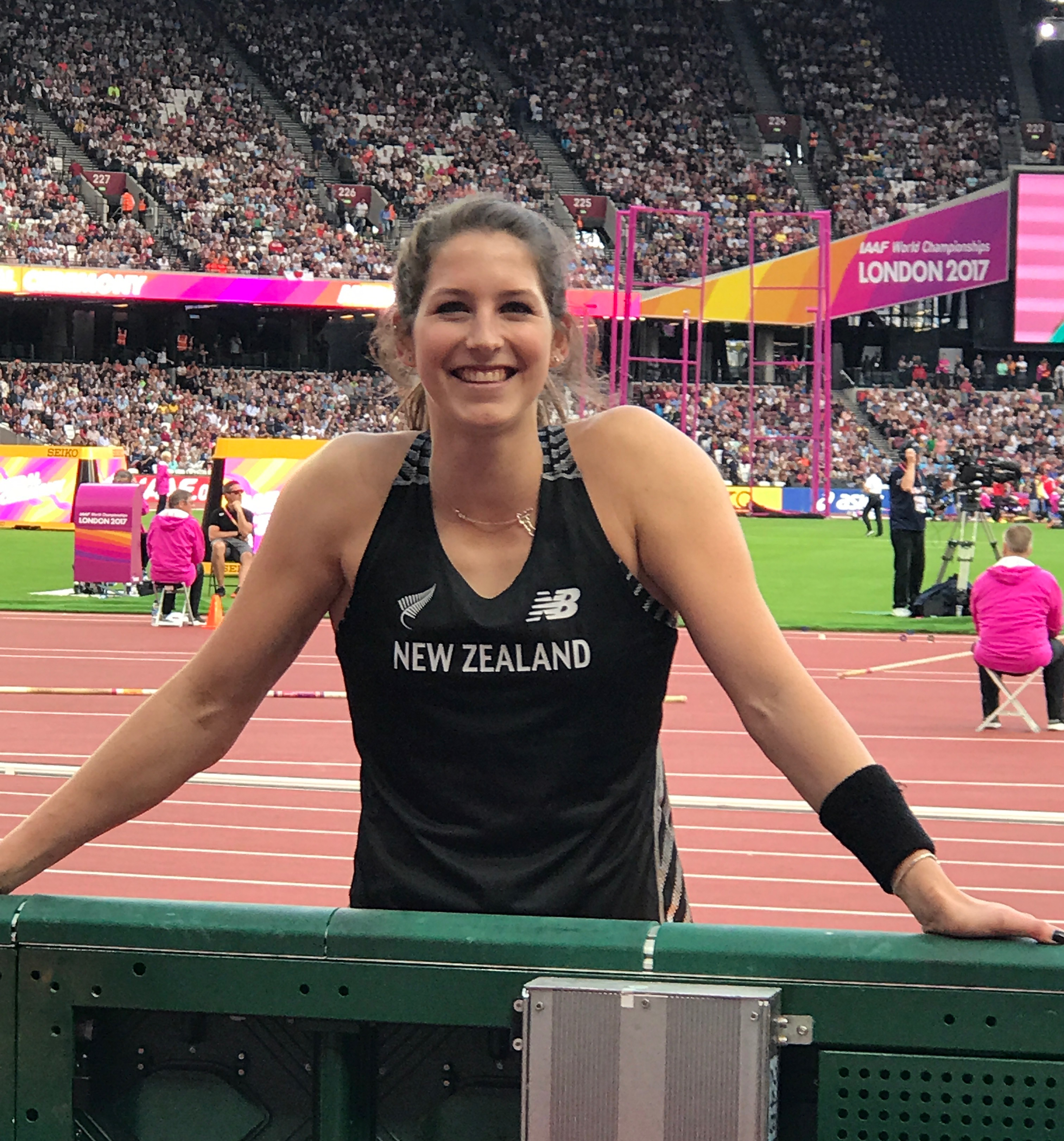
Eliza McCartney erreichte Rang neun
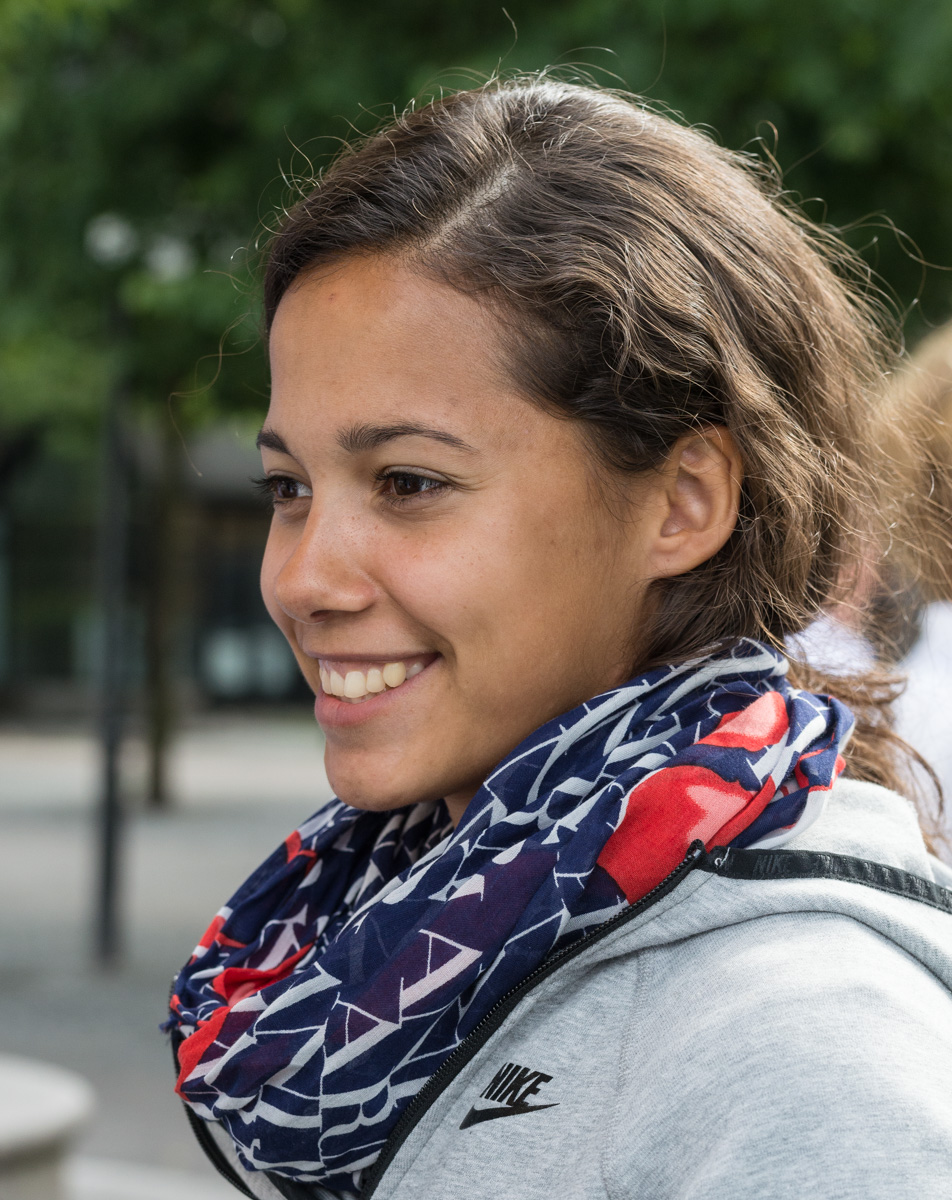
Angelica Bengtsson belegte den zehnten Platz
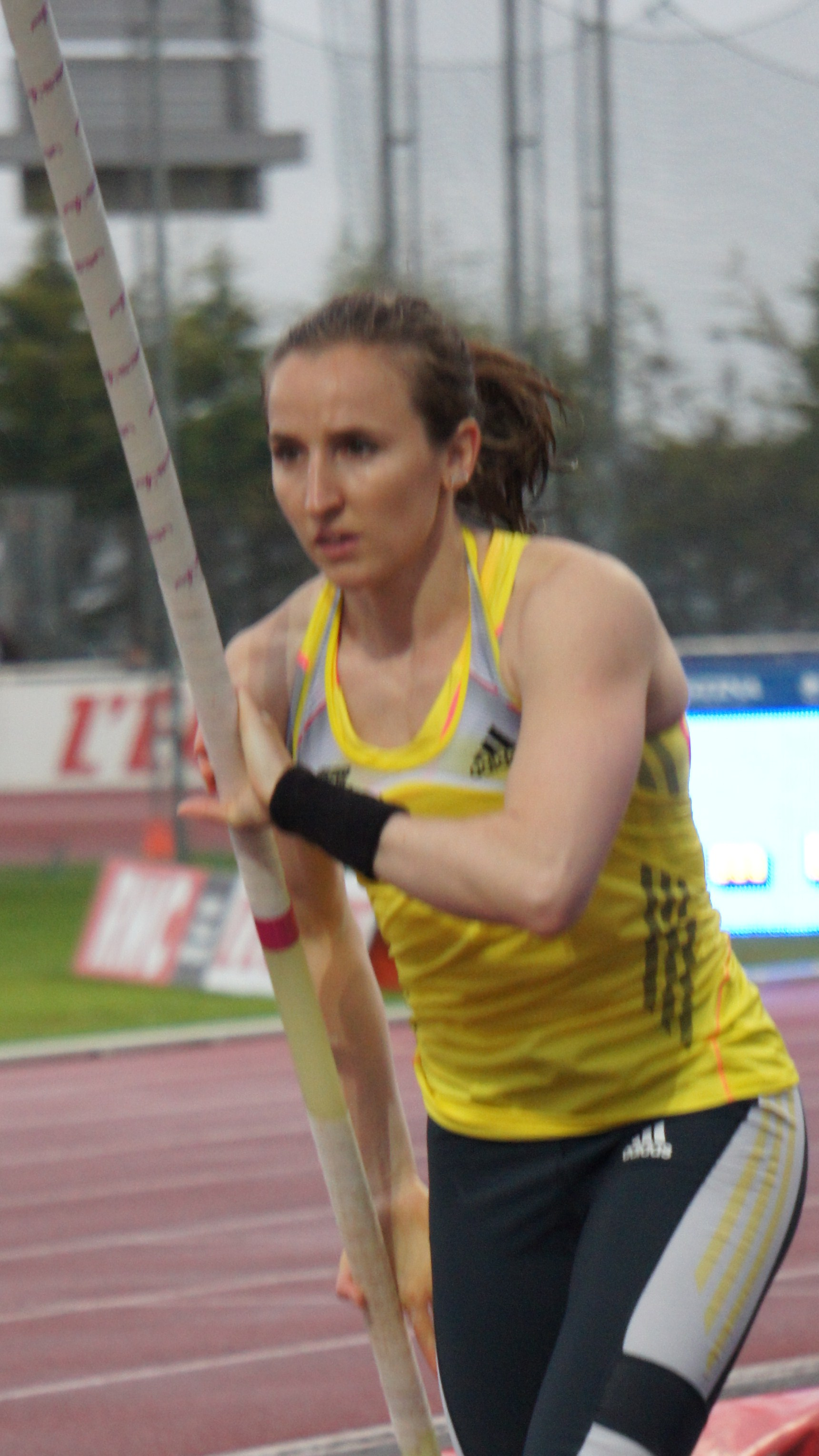
Nicole Büchler wurde Elfte
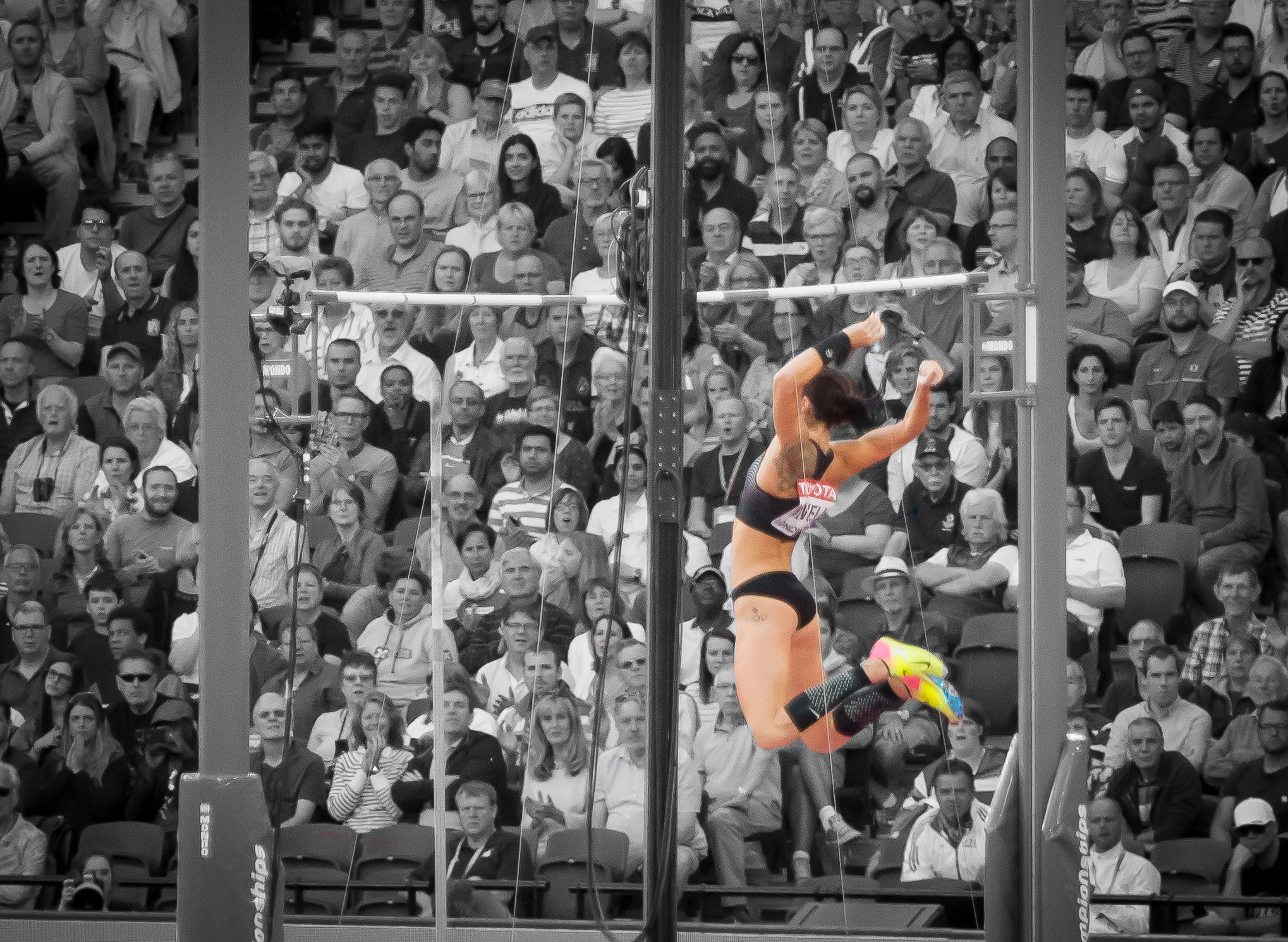
Annicka Newell erreichte Rang zwölf

## Video
- London World championship women 400 meters final, youtube.com, abgerufen am 8. März 2021